# Pieprz i sól
„Pieprz i sól” – singel Kasi Kowalskiej z płyty Antidotum.

## Lista utworów
Opracowano na podstawie materiału źródłowego.
(muz. Michał Grymuza, sł. K. Kowalska)
1. „Pieprz i sól” (radio edit) 3:47
2. „Pieprz i sól” (album version) 4:10
3. „Pieprz i sól” (remix) 4:38
4. „Pieprz i sól” (instrumental version) 4:10
5. życzenia świąteczne 0:08
6. życzenia noworoczne 0:07

## Twórcy
- Kasia Kowalska - śpiew, chórki
- Michał Grymuza - gitara, sitar, chórki
- Wojciech Olszak - instrumenty klawiszowe, programowanie
- Wojciech Pilichowski - gitara basowa
- Michał Dąbrówka - perkusja